# Fyrkantsfåfoting
Fyrkantsfåfoting (Decapauropus broelemanni) är en mångfotingart som först beskrevs av Paul Auguste Remy 1935. Fyrkantsfåfoting ingår i släktet Decapauropus, och familjen fåfotingar. Arten har ej påträffats i Sverige.